# Большесазанский сельсовет
Большесаза́нский сельсове́т — сельское поселение в Серышевском районе Амурской области.
Административный центр — село Большая Сазанка.

## История
24 января 2005 года в соответствии с Законом Амурской области № 425-ОЗ муниципальное образование наделено статусом сельского поселения.

## Население
| 2002 | 2010 | 2011 | 2012 | 2013 | 2014 | 2015 |
| ---- | ---- | ---- | ---- | ---- | ---- | ---- |
| 1016 | ↘815 | →815 | ↗835 | ↗847 | ↗866 | ↗871 |
| 2016 | 2017 | 2018 | 2021 |      |      |      |
| ↘846 | ↘843 | ↘822 | ↘792 |      |      |      |

## Состав сельского поселения
| № | Населённый пункт | Тип населённого пункта       | Население |
| - | ---------------- | ---------------------------- | --------- |
| 1 | Большая Сазанка  | село, административный центр | ↘607      |
| 2 | Воронжа          | село                         | ↘49       |
| 3 | Ключики          | село                         | ↘166      |